# حزب العهد
حزب العهد الديمقراطي حزب مغربي يرأسه الحزب النقابي والنائب السابق نجيب الوزاني.

## التاريخ
تأسس حزب العهد في مارس 2002. المؤسس هو نيب العزاني.
فاز الحزب بخمسة مقاعد من أصل 325 في الانتخابات التشريعية في 27 سبتمبر 2002. فاز الحزب مع الحزب الوطني الديمقراطي بـ 14 مقعدًا من أصل 325 مقعدًا في الانتخابات البرلمانية التي أجريت في 7 سبتمبر 2007.
اندمج في حزب الأصالة والمعاصرة في عام 2008، ولكنه سرعان ما ترك الحزب في نفس العام. 
أسس نجيب الوزاني العهد الديمقراطي في عام 2009، بعد اندماج العهد مع PAM.

## أعضاء بارزون
- نجيب الوزاني: أمين عام الحزب منذ فترة طويلة.
- سعيد شاو: نائب برلماني بين عامي 2007 و 2010.

## التمثيل التشريعي
| تشريعي      | 2002  | 2007   | 2011  |
| عدد المقاعد | 5/325 | 14/325 | 2/395 |
| المركز      | 14    | 8      | 10    |

## التمثيل البلدي
| شعبية       | 2003              | 2009              |
| عدد المقاعد | 437/22943 (1.90٪) | 294/27795 (1.10٪) |
| المركز      | 13                | 12                |